# GLC (Rapper)

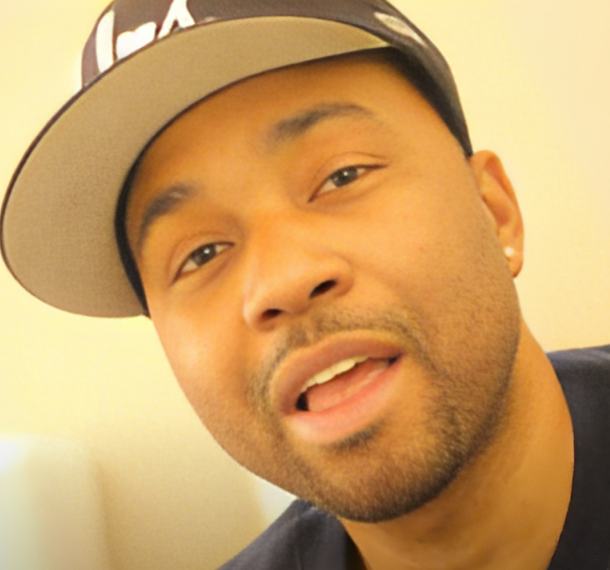
GLC

Leonard D. Harris ist ein US-amerikanischer Rapper aus Chicago, Illinois. Er ist unter dem Namen GLC (Gangsta Legendary Crisis) bekannt.

## Leben

### Jugend
Schon als Kind beschäftigte sich Harris mit Poesie, Songtexten und Hip-Hop. Seine Eltern starben beide früh. Im Keller seiner Schwester nahm er auf einem Roland VS880 Stücke auf. In seiner Jugend war er Mitglied in der Black Gangster Disciple Nation, einer Straßengang, die in den 1960ern im Süden Chicagos entstand.

### Karriere
2004 bekam Harris einen Vertrag in Kanye Wests Label GOOD Music. Neben zwei Produktionen auf Alben von West brachte er außerdem das Album World Record Holders als Mitglied der Rapgruppe The Go Getters, bestehend aus Harris, West und Labelkollegen Really Doe heraus. Außerdem wirkte Harris ab 2003 in mehreren Produktionen von z. B. Jay-Z, Mike Posner, Bun B, Kid Cudi & Kydd mit.
2006 verließ Harris GOOD Music und kam bei EMI Group unter Vertrag. Im Oktober 2010 wurde sein erstes Studioalbum Love, Life & Loyalty veröffentlicht, auf dem u. a. auch West und R’n’B-Sänger T-Pain zu hören sind.

## Diskografie

### Studioalben
- Love, Life Royalty (2010)

### Mixtapes
- Hood Celebrity (2004)
- Drive Slow Mixtape (2006)
- Honor Me (2007)
- The Good, the Bad, the Ugly (2007)
- I Ain’t Even On Yet (2008)
- Wind City of Angels (2008)
- Similar to the Letters (2008)
- Respect My Come Up Vol. I: Pimp Dilemmas (2009)
- Respect My Come Up Vol. II: The Ism (2010)
- Best of the Ism (2010)
- The Fellowship of the Ism (2011)
- I Know Who You Pimped Last Summer (2011)
- Young Platinum (2011)
- Eternal Sunshine of the Pimpin Mind (2011)
- Fellowship & Congregate (2012)
- Cathedral (2012)
- The Anti Simp (2012)

### Singles
- Drive Slow (2006, Kanye West feat. T.I., Paul Wall & GLC, US: Gold)[1]